# Tamar Abakelia
Tamar Abakelia (gruz. თამარ აბაკელია, ur. 19 sierpnia (1 września) 1905 w Choni, zm. 14 maja 1953 w Tbilisi) — gruzińska rzeźbiarka i graficzka, Zasłużony Działacz Sztuk Gruzińskiej SRR z 1942.